# ヴェリカ・クラドゥシャ
ヴェリカ・クラドゥシャ（ボスニア語:Velika Kladuša、クロアチア語:Velika Kladuša、セルビア語:Велика Кладуша）は、ボスニア・ヘルツェゴビナの町、およびそれを中心とした基礎自治体であり、同国の北西端、クロアチアと国境近くの町。ボスニア・ヘルツェゴビナを構成する2つの構成体のうち、ボスニア・ヘルツェゴビナ連邦のウナ・サナ県に属している。近接する町はツァジン、ビハチなど。

## 町村
ヴェリカ・クラドゥシャの町は、ヴェリカ・クラドゥシャ自治体の行政府が置かれ、同自治体の中心となっている。自治体には、ヴェリカ・クラドゥシャをはじめ、以下の町村が含まれている:
Bosanska Bojna、Brda、Bukovlje、Crvarevac、Čaglica、Čelinja、Dolovi、Donja Slapnica、Donja Vidovska、Elezovići、Glavica、Glinica、Golubovići、Gornja Slapnica、Gornja Vidovska、Grabovac、Gradina、Grahovo、Johovica、Klupe、Kudići、Kumarica、Mala Kladuša、Marjanovac、Miljkovići、Mrcelji、Nepeke、Orčeva Luka、Podzvizd、Poljana、Polje、Ponikve、Rajnovac、Stabandža、Šabići、Šestanovac、Šiljkovača、Šmrekovac、Šumatac、Todorovo、Todorovska Slapnica、Trn、Trnovi、Vejinac、Velika Kladuša、Vrnograč、Vrnogračka Slapnica、Zagrad、Zborište

## 歴史
ボスニア・ヘルツェゴビナ紛争以前は、ヴェリカ・クラドゥシャに本社を置く食品会社アグロコメルツ（Agrokomerc）はユーゴスラビア連邦で最大級の食品会社であった。アグロコメルツは単一の食品を生産する農場であったが、フィクレト・アブディッチが最高責任者に就任してからは事業を拡大し、1987年には13,000人を雇用する大企業に成長した。それ以前は特に産業もなく、ボスニアでは貧しい地域であったヴェリカ・クラドゥシャは、アグロコメルツ社によって一挙にボスニアでもっとも豊かな町のひとつへと成長した。1987年の上半期には輸出によって4400万ドルの利益を上げた。これは、ボスニア・ヘルツェゴビナ全体の輸出総額の75%に相当する額であった。アブディッチはほとんどの住民から支持され、アグロコメルツは自治体のあらゆる方面に大きな影響力をもつようになった。市役所や警察もアブディッチの影響下に置かれ、アブディッチは自治体の地域防衛軍（TO）を動員した軍事パレードを行っていた。フィクレト・アブディッチは政治家としてボスニア・ヘルツェゴビナ中央政界のなかでも大きな影響力を持つようになった。1990年、ボスニア・ヘルツェゴビナで初の複数政党制による選挙が認められると、同国の大統領選挙でアブディッチは、アリヤ・イゼトベゴヴィッチを抑え、ムスリム人候補で最も多くの票を集めた。
ボスニア・ヘルツェゴビナ紛争の間、フィクレト・アブディッチによって、西ボスニア自治州がつくられた。ヴェリカ・クラドゥシャは西ボスニア自治州の州都となった。アブディッチ率いる西ボスニア自治州は、クロアチア人やセルビア人の武装勢力との間で単独講和を図り、ボスニア紛争からの離脱を試みたものの、ボスニア・ヘルツェゴビナの中央政府との間で激しい戦闘となり、1995年にボスニア・ヘルツェゴビナ共和国軍によって制圧され、自治州は解体された。紛争終結後、和平履行部隊（IFOR）、続いて平和安定化部隊（SFOR）として平和維持活動のためにボスニア・ヘルツェゴビナに駐留を始めた北大西洋条約機構（NATO）のカナダ軍部隊が、ヴェリカ・クラドゥシャに基地を置いた。カナダ軍による平和維持活動は1995年から2003年まで続いた。
紛争後もアグロコメルツは事業を続けているものの、紛争前よりも規模は縮小した。

## 人口

### 自治体の人口
ヴェリカ・クラドゥシャ自治体の民族別人口動態は以下の通りである。
| 民族別人口 |            |        |            |        |              |       |                  |       |        |       |        |  |  |
| 年         | セルビア人 | %      | ムスリム人 | %      | クロアチア人 | %     | ユーゴスラビア人 | %     | その他 | %     | 合計   |  |  |
| 1961年     | 4,489      | 15.34% | 23,585     | 80.59% | 870          | 2.97% | 250              | 0.85% | 73     | 0.25% | 29,267 |  |  |
| 1971年     | 2,845      | 7.88%  | 32,110     | 88.99% | 742          | 2.05% | 191              | 0.52% | 191    | 0.52% | 36,079 |  |  |
| 1981年     | 2,456      | 5.39%  | 40,238     | 88.39% | 701          | 1.53% | 1,758            | 3.86% | 367    | 0.80% | 45,520 |  |  |
| 1991年     | 2,266      | 4.28%  | 48,305     | 91.29% | 740          | 1.39% | 993              | 1.87% | 604    | 1.14% | 52,908 |  |  |
|            |            |        |            |        |              |       |                  |       |        |       |        |  |  |

2005年時点で、ほぼ全ての住民はボシュニャク人（ムスリム人）であると推定されている。

### 町の人口

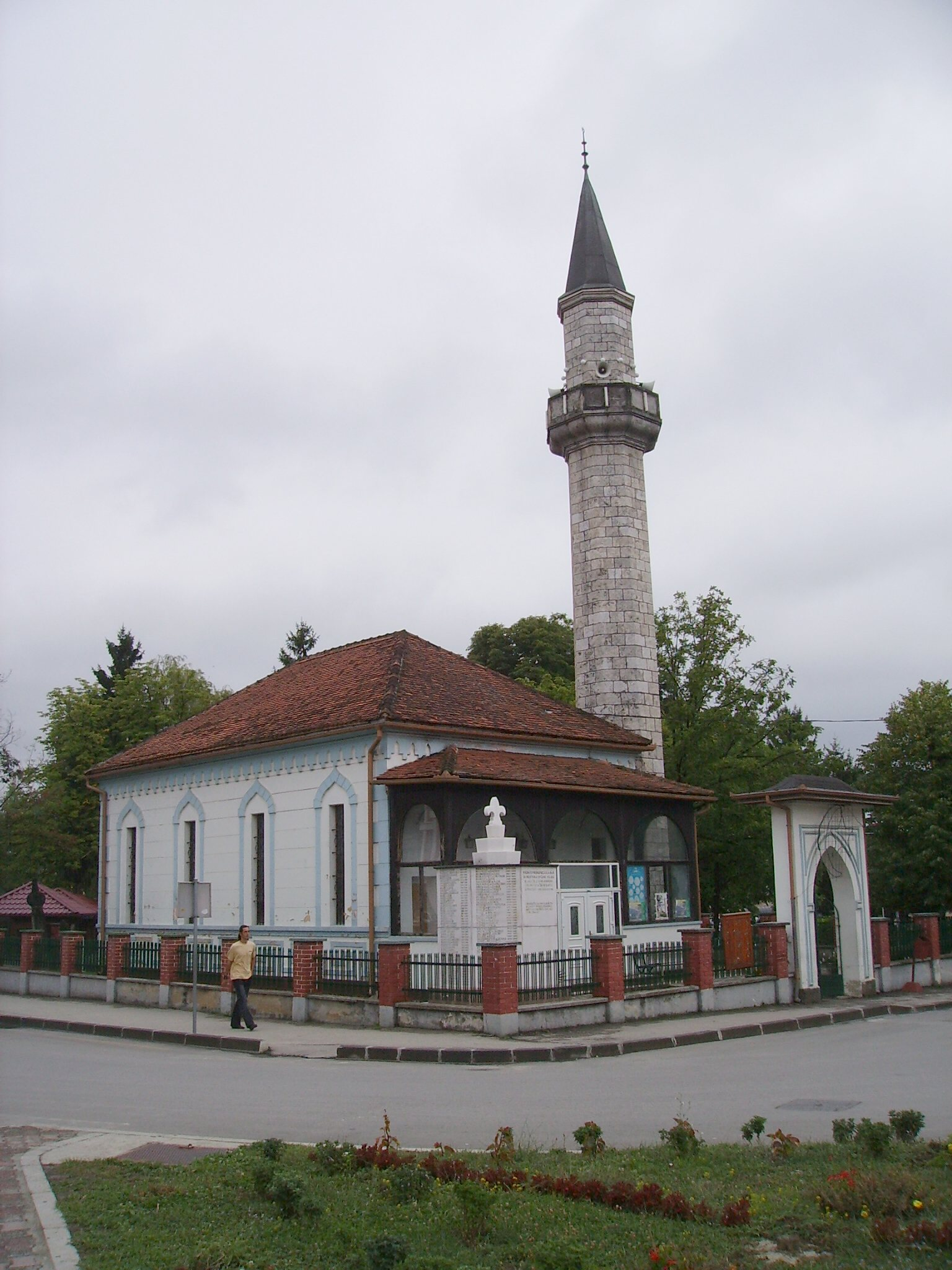
ヴェリカ・クラドゥシャのモスク

1991年、ヴェリカ・クラドゥシャの町の人口は14,469人であり、その民族別内訳は以下の通りである。
- 87% ムスリム人（ボシュニャク人）
- 5% セルビア人
- 4% クロアチア人
- 2% ユーゴスラビア人
- 2% その他

## 政治
紛争前から紛争中にかけて、ヴェリカ・クラドゥシャはフィクレト・アブディッチの強い影響下にあった。アブディッチによる西ボスニア共和国がボスニア政府軍に制圧されてからは、アブディッチはクロアチアに逃れた。その後もヴェリカ・クラドゥシャは、アブディッチの政党である民主人民共同体（DNZ）の地盤となっている。2006年のボスニア・ヘルツェゴビナの総選挙では、同党はボスニア・ヘルツェゴビナ中央議会に1議席を確保した。

## みどころ
- ヴェリカ・クラドゥシャ城
- バザール
- クライシュニク競技場
- Mujo Hrnjica公園
- マラ・クラドゥシャのプール

## 出身者
- アネル・ハジッチ - サッカー選手。サッカーボスニア・ヘルツェゴビナ代表。